# Croce d'anzianità di servizio
La croce di anzianità di servizio fu una croce di benemerenza del Ducato di Modena e Reggio.
Fu istituita nel 1852 dal duca Francesco V d'Asburgo-Este a Reggio Emilia ed era destinata a premiare gli ufficiali che si erano distinti per fedeltà verso il ducato, nelle due classi di 50 e 25 anni di servizio prestato.

## Insegne
|                               |                               |
| Croce per 20 anni di servizio | Croce per 50 anni di servizio |

D: Nel campo di smalto azzurro l'aquila estense d'argento. Essa porta sul petto un piccolo scudo d'argento con la sigla nera "FV"
R: Nel campo d'oro, marginato d'argento la sigla nera "L" oppure "XXV".
Nastro bipartito verticalmente di turchino e bianco.»
(Von Heyden)